# Juan Jaime
Juan Miguel Jaime (n. Monteros, Provincia de Tucumán, Argentina; 1 de enero de 1993) es un futbolista argentino. Se desempeña como centrocampista y actualmente milita en Deportes Temuco de la Primera B de Chile.

## Trayectoria
Nacido en Monteros, provincia de Tucumán, donde estudió en la Escuela Nacional Superior de Comercio. Jugó en las divisiones inferiores de Ñuñorco, y en 2005 fue convocado para una selección sub-13 de la Liga Tucumana de Fútbol que viajó a Europa, visitando España y Dinamarca, antes de jugar en Suecia, donde participó de diferentes torneos como la Gothia Cup.
Su rendimiento lo llevó a ser fichado por las divisiones inferiores de Boca Juniors, pero solo estuvo por unos meses, y en 2007 se unió a las divisiones inferiores de Lanús.
Debutó profesionalmente en Lanús el 16 de marzo de 2012, en una derrota como local ante Argentinos Juniors. la temporada 2013-14 fue cedido a préstamo a C. A. Douglas Haig de la Primera nacional. En 2016, firmó con Talleres de Remedios de Escalada, recién ascendido a la Primera B Metropolitana, donde estuvo por una temporada.
En enero de 2017, firmó con Deportes Copiapó de la Primera B de Chile. En diciembre de 2024 es anunciado como nuevo jugador de Deportes Temuco de la Primera B chilena.

## Estadísticas

### Clubes
Actualizado de acuerdo al último partido jugado el 9 de diciembre de 2023.
| Club                           | Div.          | Temporada     | Liga  | Liga  | Liga   | Copas nacionales | Copas nacionales | Copas nacionales | Torneos internacionales | Torneos internacionales | Torneos internacionales | Total | Total | Total  |
| Club                           | Div.          | Temporada     | Part. | Goles | Asist. | Part.            | Goles            | Asist.           | Part.                   | Goles                   | Asist.                  | Part. | Goles | Asist. |
| ------------------------------ | ------------- | ------------- | ----- | ----- | ------ | ---------------- | ---------------- | ---------------- | ----------------------- | ----------------------- | ----------------------- | ----- | ----- | ------ |
| C. A. Lanús Argentina          | 1.ª           | 2011-12       | 1     | 0     | 0      | —                | —                | —                | —                       | —                       | —                       | 1     | 0     | 0      |
| C. A. Lanús Argentina          | 1.ª           | 2012-13       | —     | —     | —      | 1                | 0                | 0                | —                       | —                       | —                       | 1     | 0     | 0      |
| C. A. Lanús Argentina          | Total club    | Total club    | 1     | 0     | 0      | 1                | 0                | 0                | 0                       | 0                       | 0                       | 2     | 0     | 0      |
| C. A. Douglas Haig Argentina   | 2.ª           | 2013-14       | 17    | 0     | 0      | 1                | 0                | 0                | —                       | —                       | —                       | 18    | 0     | 0      |
| C. A. Douglas Haig Argentina   | Total club    | Total club    | 17    | 0     | 0      | 1                | 0                | 0                | 0                       | 0                       | 0                       | 18    | 0     | 0      |
| C. A. Talleres (RdE) Argentina | 3.ª           | 2016          | 11    | 1     | 0      | —                | —                | —                | —                       | —                       | —                       | 11    | 1     | 0      |
| C. A. Talleres (RdE) Argentina | 3.ª           | 2016-17       | 9     | 0     | 0      | —                | —                | —                | —                       | —                       | —                       | 9     | 0     | 0      |
| C. A. Talleres (RdE) Argentina | Total club    | Total club    | 20    | 1     | 0      | 0                | 0                | 0                | 0                       | 0                       | 0                       | 20    | 1     | 0      |
| C. D. Copiapó · Chile          | 2.ª           | 2016-17       | 10    | 0     | 0      | —                | —                | —                | —                       | —                       | —                       | 10    | 0     | 0      |
| C. D. Copiapó · Chile          | 2.ª           | 2017          | 14    | 0     | 0      | —                | —                | —                | —                       | —                       | —                       | 14    | 0     | 0      |
| C. D. Copiapó · Chile          | 2.ª           | 2018          | 27    | 3     | 2      | 5                | 0                | 0                | —                       | —                       | —                       | 32    | 3     | 2      |
| C. D. Copiapó · Chile          | 2.ª           | 2019          | 19    | 1     | 0      | —                | —                | —                | —                       | —                       | —                       | 19    | 1     | 0      |
| C. D. Copiapó · Chile          | 2.ª           | 2020          | 23    | 6     | 2      | —                | —                | —                | —                       | —                       | —                       | 23    | 6     | 2      |
| C. D. Copiapó · Chile          | 2.ª           | 2021          | 27    | 5     | 1      | —                | —                | —                | —                       | —                       | —                       | 27    | 5     | 1      |
| C. D. Copiapó · Chile          | 2.ª           | 2022          | 28    | 1     | 3      | —                | —                | —                | —                       | —                       | —                       | 28    | 1     | 3      |
| C. D. Copiapó · Chile          | 1.ª           | 2023          | 27    | 2     | 0      | 2                | 0                | 0                | —                       | —                       | —                       | 29    | 2     | 0      |
| C. D. Copiapó · Chile          | Total club    | Total club    | 175   | 17    | 8      | 7                | 0                | 0                | 0                       | 0                       | 0                       | 182   | 17    | 8      |
| Total carrera                  | Total carrera | Total carrera | 213   | 18    | 8      | 9                | 0                | 0                | 0                       | 0                       | 0                       | 222   | 18    | 8      |
| 1. 2. 3.                       |               |               |       |       |        |                  |                  |                  |                         |                         |                         |       |       |        |